# Orašac, Dalmacija
Orašac je naselje z manjšim pristaniščem v občini Dubrovniško primorje, ki pripada Dubravniško-neretvanski županiji (Hrvaška).

## Geografija
Naselje leži ob glavni cesti Split - Dubrovnik nad Koločepskim kanalom okoli 15 km severozahodno od Dubrovnika. Mali pristan pod naseljem je kljub valobranu slabo zavarovan pred vetrovi

## Naselja
K naselju Orašac pripada tudi zaselek Poljice.

## Prebivalstvo
V Orašcu stalno živi 546 prebivalcev (popis 2001).
| Pregled števila prebivalcev po letih | Pregled števila prebivalcev po letih | Pregled števila prebivalcev po letih | Pregled števila prebivalcev po letih | Pregled števila prebivalcev po letih | Pregled števila prebivalcev po letih | Pregled števila prebivalcev po letih | Pregled števila prebivalcev po letih | Pregled števila prebivalcev po letih | Pregled števila prebivalcev po letih | Pregled števila prebivalcev po letih | Pregled števila prebivalcev po letih | Pregled števila prebivalcev po letih | Pregled števila prebivalcev po letih | Pregled števila prebivalcev po letih |
| ------------------------------------ | ------------------------------------ | ------------------------------------ | ------------------------------------ | ------------------------------------ | ------------------------------------ | ------------------------------------ | ------------------------------------ | ------------------------------------ | ------------------------------------ | ------------------------------------ | ------------------------------------ | ------------------------------------ | ------------------------------------ | ------------------------------------ |
| 1857                                 | 1869                                 | 1880                                 | 1890                                 | 1900                                 | 1910                                 | 1921                                 | 1931                                 | 1948                                 | 1953                                 | 1961                                 | 1971                                 | 1981                                 | 1991                                 | 2001                                 |
| 888                                  | 849                                  | 846                                  | 794                                  | 701                                  | 697                                  | 596                                  | 506                                  | 463                                  | 464                                  | 461                                  | 458                                  | 456                                  | 515                                  | 546                                  |

## Gospodarstvo
Glavna gospodarska dejavnost v Orašcu je turizem. Poleg turizma pa se prebivalci ukvarjajo še s poljedelstvom in ribolovom. V zaselku Poljice je bil konec 80. let 20. stoletja zgrajen hotelski kompleks Dubrovački vrtovi sunca, ki pa je bil žal v domovinski vojni v 90. letih dvajsetega stoletja močno poškodovan. Obnovitvena dela so v teku. K hotelskemu kompleksu pripada tudi avtokamp.

## Zgodovina
Do leta 1399 je tu potekala meja med Bosno in Dubrovniško republiko.
Nad naseljem je nekdanji dominikanski samostan s cerkvijo iz 1690, ob njem pa poletni dvorec tedanjega avstrijskega konzula. Župnijska cerkev je baročno obnovljena.
Pod naseljem so ostanki velikega utrjenega dvorca Arapovo-Morovo postavljenega v 15. stoletju.